# Чан, Дэвид
Дэвид Маджак Чан (англ. David Majak Chan; род. 10 октября 2000, Uror County, Джонглий) — южносуданский футболист, нападающий кенийского клуба «Таскер», выступающий на правах аренды за шведский «Кальмар», и национальной сборной Южного Судана.

## Клубная карьера
На юношеском уровне выступал за кенийский клуб «Капенгурия Хироус», в составе которого становился победителем юношеского чемпионата в 2017 и 2018 года. В обоих случаях Чан признавался самым ценным игроком турнира. В 2018 году стал игроком клуба «Маунт Кения Юнайтед», выступавшем в кенийской Премьер-лиге. Провел за клуб 2 матча, но результативными действиями не отметился.
В марте 2019 года перешёл в другой кенийский клуб «Таскер». До конца сезона принял участие в 10 матчах, в которых сумел отличиться 5 раз. По итогам сезона клуб занял четвертое место в турнирной таблице, а в следующем — стал бронзовым призёром.
В 2020 году был близок к трансферу в шведский «Эльфсборг», но переход не состоялся из-за пандемии. Ещё несколько шведских клубов, таких как «Вернаму», «Эскильстуна» и «Васалунд», также были заинтересованы в переходе Чана. 29 апреля 2021 года на правах аренды перешёл в «Кальмар». До открытия летнего трансферного окна занимался с молодёжной командой, после чего присоединился к основной команде.

## Карьера в сборной
Дебютировал в национальной сборной Южного Судана 4 сентября 2019 года в матче отборочного турнира к чемпионату мира 2022 года с Экваториальной Гвинеей. Дэвид Маджак вышел в стартовом составе и на 54-й минуте уступил место Кенни Атиу.

## Клубная статистика
| Выступление      | Выступление      | Выступление      | Лига | Лига | Кубки | Кубки | Конт. кубки | Конт. кубки | Итого | Итого |
| Клуб             | Лига             | Сезон            | Игры | Голы | Игры  | Голы  | Игры        | Голы        | Игры  | Голы  |
| ---------------- | ---------------- | ---------------- | ---- | ---- | ----- | ----- | ----------- | ----------- | ----- | ----- |
| Кальмар          | Аллсвенскан      | 2021             | 0    | 0    | 0     | 0     | 0           | 0           | 0     | 0     |
| Кальмар          | Итого            | Итого            | 0    | 0    | 0     | 0     | 0           | 0           | 0     | 0     |
| Всего за карьеру | Всего за карьеру | Всего за карьеру | 0    | 0    | 0     | 0     | 0           | 0           | 0     | 0     |

## Статистика в сборной
| Матчи и голы Дэвида Чана за национальную сборную Южного Судана | Матчи и голы Дэвида Чана за национальную сборную Южного Судана | Матчи и голы Дэвида Чана за национальную сборную Южного Судана | Матчи и голы Дэвида Чана за национальную сборную Южного Судана | Матчи и голы Дэвида Чана за национальную сборную Южного Судана | Матчи и голы Дэвида Чана за национальную сборную Южного Судана |
| №                                                              | Дата                                                           | Оппонент                                                       | Счёт                                                           | Голы                                                           | Соревнование                                                   |
| -------------------------------------------------------------- | -------------------------------------------------------------- | -------------------------------------------------------------- | -------------------------------------------------------------- | -------------------------------------------------------------- | -------------------------------------------------------------- |
| 1                                                              | 4 сентября 2019                                                | Экваториальная Гвинея                                          | 1:1                                                            | 0                                                              | Отборочные матчи ЧМ-2022                                       |
| 2                                                              | 13 марта 2021                                                  | Кения                                                          | 0:1                                                            | 0                                                              | Товарищеский матч                                              |
| 3                                                              | 24 марта 2021                                                  | Малави                                                         | 0:1                                                            | 0                                                              | Отборочные матчи КАН-2021                                      |
| 4                                                              | 29 марта 2021                                                  | Буркина-Фасо                                                   | 0:1                                                            | 0                                                              | Отборочные матчи КАН-2021                                      |

Итого:4 матча и 0 голов; 0 побед, 1 ничья, 3 поражения.